# Jurányi Anna
Jurányi Anna (Balassagyarmat, 1947. július 20. –) magyar újságíró, televíziós szerkesztő-riporter, műsorvezető.

## Életpályája
Szegeden a József Attila Tudományegyetem bölcsész karán szerzett tanári diplomát 1971-ben, magyar nyelv, irodalom–történelem szakon. Első cikkei még egyetemista korában jelentek meg a Pest Megyei Hírlapban. Fél évig tanított magyart és történelmet Nagykátán, az Ipari Szakmunkásképző Intézetben. Közben megpályázta a Csongrád Megyei Hírlap által meghirdetett újságírói állást és 1971-76-ig a napilap hódmezővásárhelyi szerkesztőségének munkatársa volt. 1974-ben megkapta újságírói diplomáját is, a MÚOSZ újságíró iskolájában végzett.
A Magyar Televízió Híradója a vidéki tudósítói hálózatának kiépítésekor, Miskolc és Debrecen után 1976-ban a szegedi és a pécsi irodákhoz keresett munkatársakat. Matúz Józsefné a TV-Híradó főszerkesztője a szegedi újságírók közül Jurányi Annát is próbafelvételre és híradós gyakorlatra hívta Budapestre. Elnyerte az állást, így 1976. február 1-től a magyar televíziózás történetének első (és sokáig egyedüli) női vidéki tudósítója lett. A televízió munkatársaként a TV-Híradó Dél-Alföldi tudósítója volt (riporter, műsorvezető, a szegedi szerkesztői iroda vezetője).
Beszédtechnikát Budapesten Fischer Sándor tanár úr bemondó-képző stúdiójában tanult.
Kezdetben Végh László operatőrrel, később Fodor Dezső, majd Fodor Balázs operatőrrel tudósította a Híradó nézőit Csongrád, Békés és Bács-Kiskun megye életének történéseiről. Munkájukat a stáb másik két tagja, gyártásvezető (gépkocsivezető-technikus) és műsorszervező segítette. Emlékezetes tudósítói feladata volt az 1979-es zsanai gázkitörésről, a hóviharokról, az ár- és belvizekről forgatott híradó-filmjei, valamint a rendszerváltás izgalmas politikai eseményeinek és a határnyitások következményeinek (embercsempészet, szesz- és benzinturizmus, KGST-piacok, stb) közvetítései, kommentárjai.
A világsajtóban elsőként tudósított 1989 decemberében a romániai forradalom kitöréséről, az első menekültek határátlépéséről.
1985-től rendszeres műsorvezetője is volt a Híradónak. Csaknem két évtizedes híradós munkásságát két fesztiváldíjjal, több nívódíjjal és kiváló munkáért kitüntetéssel ismerték el.
1994-ben saját kérésére áthelyezték az MTV szerkesztői állományába, így hosszabb, elemző riport- és dokumentumfilmeket, portrékat, szociográfiákat készített a Gazda-tv, a Tízórai, a Vallási Stúdió, valamint 1990-2000 között az Új Reflektor Magazin számára, ez utóbbinak rendszeres műsorvezetője is. 1998-tól az MTV Regionális és Nemzetiségi műsorainak szerkesztőségi állományába kerül, ahol az Aranyfüst c. magazin munkatársa lett.
1998-2002 között az Új Magyarország napilap, a Szabad Föld, az Új Magyar Vidék és más hetilapok újságírója volt.
1996-tól külsősként dolgozott a Duna Televízió Gazdakör c. műsorában (és más magazinműsorokban). Duna Televíziós szerkesztő riporteri tevékenységét és újságírói hivatását nyugdíjas éveiben is aktívan folytatta.
2002-2006 A Tápiómenti Együtt című (Pest megye 6. sz. választókerület ) közéleti havilap szerkesztője, főmunkatársa.
2002-től Mende község önkormányzati képviselője, 2006-ban újraválasztották.
1972-től a tagja a MÚOSZ-nak, 1994-től a Magyar Újságírók Közösségének.

## Riport-dokumentum filmjei
- Dokumentum-riport sorozat: A kézsebészeti műtőasztal története (1981-82), fesztiváldíjas alkotás
- Környezetszennyezés Apajpusztán, Magyar Televízió Natúra Környezetvédelmi magazin (1988)
- Falu-szociográfiai riport sorozat, Magyar Televízió Új Reflektor Magazin (1990-2000)
- Tanyasi olvasókörök a vásárhelyi pusztán, dokumentumfilm Duna TV (2000)
- Honnan jöttünk és hová megyünk? – portré film Szenti Tibor néprajzkutatóról, (Duna TV 200l)

## Díjai, elismerései
- Kiváló Dolgozó
- 22. Miskolci TV-fesztivál – Híradó film kategória díja (1982)
- 28. Miskolci TV-fesztivál – Híradó rövid riport kategória díja (1988)
- Televíziós Nívódíj (1982  és 1988 között négy alkalommal)
- Kiváló Munkáért (1983; 1984)
- A Termelőszövetkezetek Országos Tanácsának Nívódíja (1985)
- A Haza Szolgálatáért Érdemérem arany fokozata (1988)
- A Határőrség Országos Parancsnokságának elismerő oklevele (1993)
- A Duna Televízió elnökének Nívódíja (1999)